# Café Procope

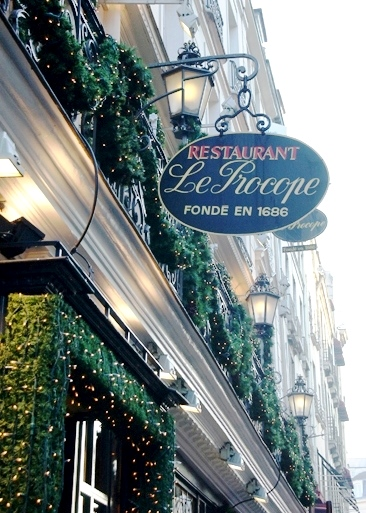
Le Procope

Café Procope – kawiarnia położona przy rue de l’Ancienne Comédie 13, w Saint-Germain-des-Prés w 6. dzielnicy Paryża. Jest to zarówno najstarsza, jak i najdłużej działająca kawiarnia w Paryżu. Została założona w 1686 przez Sycylijczyka Francesca Procopia dei Coltellego.
W XVIII wieku kawiarnia stała się miejscem spotkań paryskiej inteligencji; bywali tu encyklopedyści jak Jean-Jacques Rousseau czy Voltaire, który potrafił wypić dziennie 40 filiżanek kawy mieszanej z czekoladą. Później kawiarnia służyła za miejsce spotkań przywódców rewolucji Maximiliena de Robespierre’a, Georges’a Dantona oraz Jean-Paula Marata. Z kolei w XIX wieku można tu było spotkać Ferenca Liszta, Fryderyka Chopina i George Sand.
Obecnie kawiarnia nawiązuje do swojego XVIII-wiecznego wystroju.

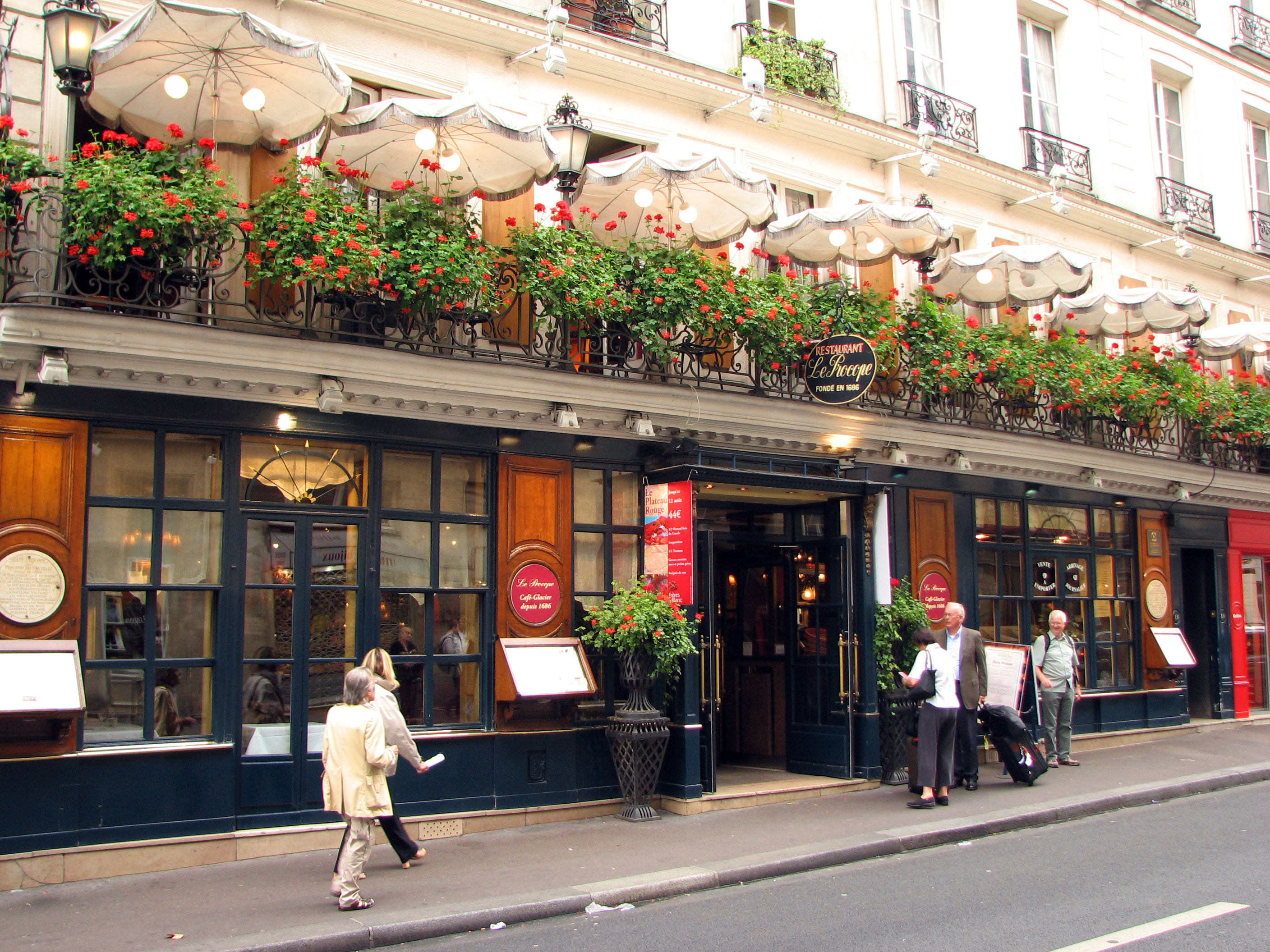
Kawiarnia z zewnątrz
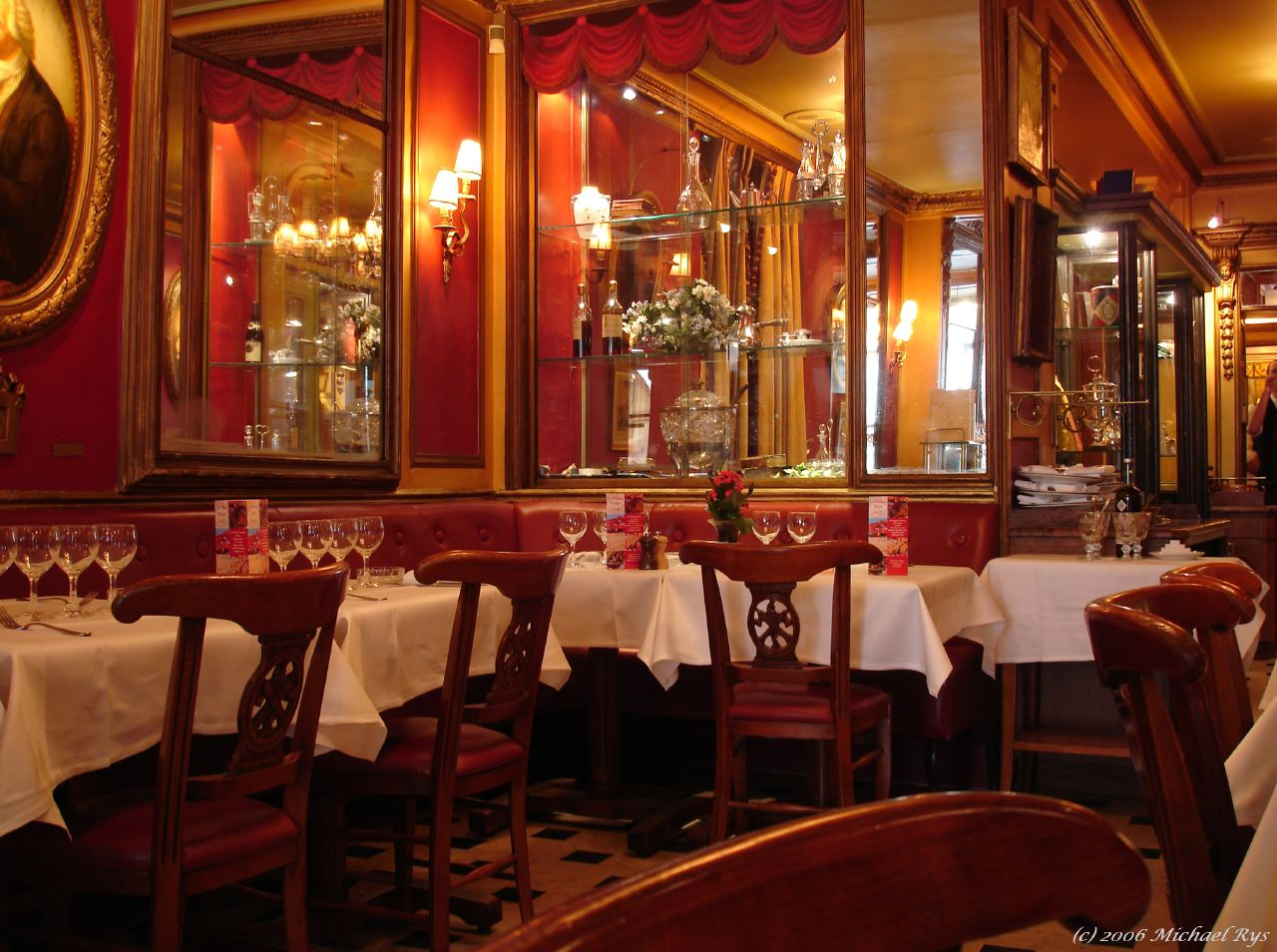
Wnętrze kawiarni
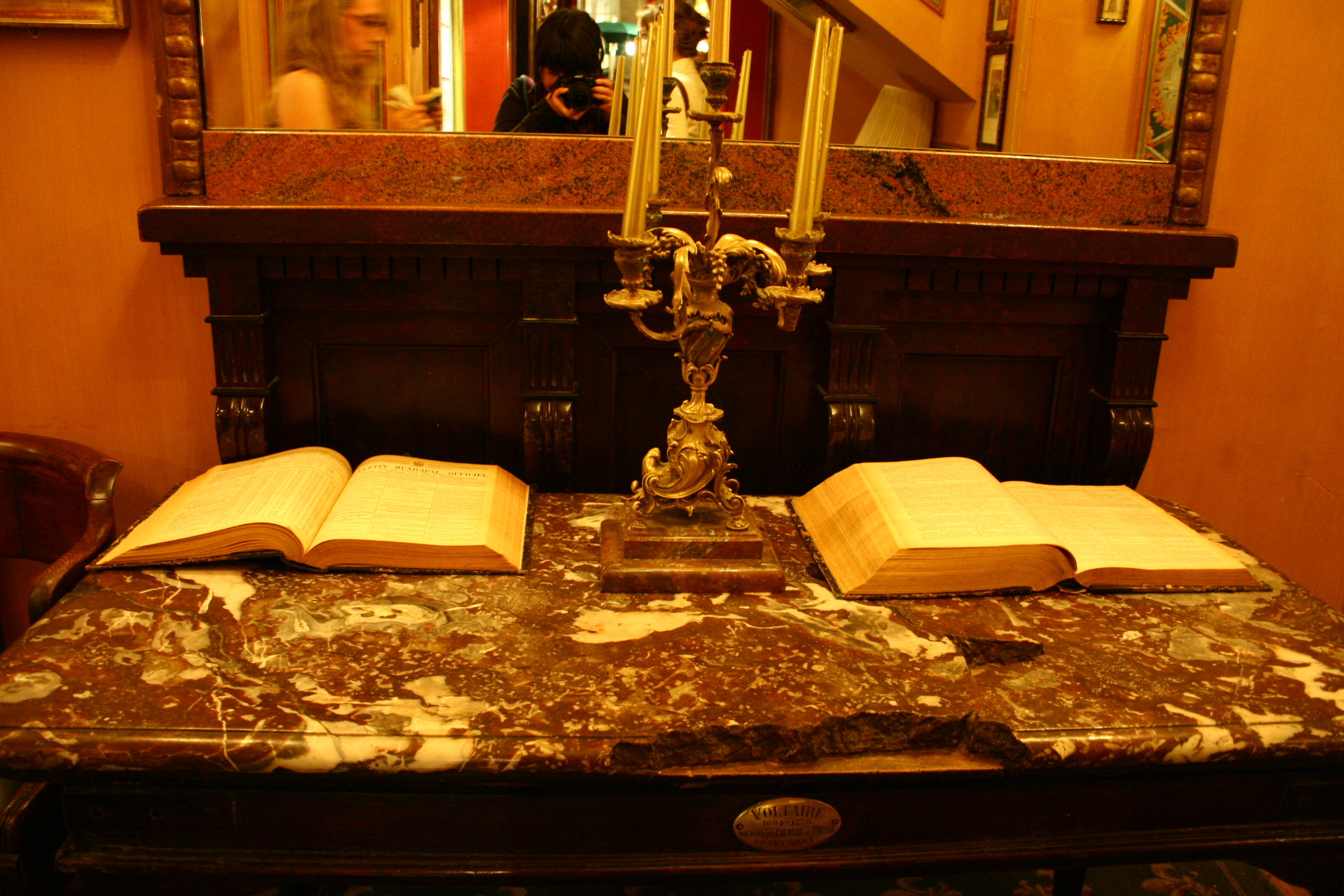
Stolik Woltera w kawiarni